# Marguerite Georges
Marguerite Georges (23. února 1787 – 11. ledna 1867) byla francouzská herečka. Byla jednou z nejslavnějších hereček své doby, nejvíce se však dostala do povědomí díky románku s císařem Napoleonem Bonaparte. Mimo jiné měla poměr s Arthurem Wellesley, 1. vévodou z Wellingtonu, s čímž souhlasí většina historiků. Na jevišti vystupovala pod jménem Marguerite-Josephine Weimer George.

## Život
Marguerite se narodila v Bayeux jako dcera Němce, který byl zaměstnán v divadelním orchestru v Amiens. Na jevišti se poprvé objevila v roce 1802 ve věku 15 let. Vztah s Napoleonem měla pravděpodobně mezi lety 1802 a 1804 a říkalo se, že právě to bylo důvodem, proč v roce 1808 opustila Francii.
V letech 1808–1812 účinkovala v divadle v Petrohradě, kdy se na nočních představeních střídala s Jekatěrinou Semjonovovou. V letech 1812–1813 cestovala po Evropě a vystupovala v Královském dramatickém divadle ve Stockholmu a Drážďanech. Poté se vrátila zpět do Francie. V letech 1813–1818 vystupovala v divadle Français, v letech 1831–1849 vystupovala v Théâtre de l'Odéon a Théâtre de la Porte-Saint-Martin. Její vztah s vévodou z Wellingtonu je datován do roku 1814 a byla tak jednou ze dvou žen, které sdílely lože s dvěma protivníky, první ženou byla Giuseppina Grassini. Na rozdíl od Grassini byla v pozdějším věku méně diskrétní a porovnávala jejich sexuální výkony; tvrdila, že vévoda byl mnohem výkonnější než Napoleon.
V roce 1814 porodila děvče, Marii Alexandrovnu Parižskou, k jejímuž otcovství se přihlásil ruský car Alexandr I.
V roce 1853 odešla oficiálně do důchodu a od Josefa Bonaparte, bratra Napoleona, získala dům. Zemřela ve věku 79 let ve městě Passy.